# Marcel Cerdan
Marcellin Cerdan, detto Marcel (Sidi Bel Abbes, 22 luglio 1916 – São Miguel, 28 ottobre 1949), è stato un pugile francese, soprannominato "Le bombardier marocain".
Fu campione del mondo dei pesi medi dal 21 settembre 1948, sconfiggendo Tony Zale per abbandono all'11º round, al 16 giugno 1949, quando fu battuto per KOT al 10º round da Jake LaMotta. La International Boxing Hall of Fame lo ha ammesso fra i più grandi pugili di ogni tempo. Nel 2002 la rivista Ring Magazine lo ha inserito al 77º posto in una propria classifica degli 80 migliori pugili degli ultimi 80 anni. Nel 2001 e nel 2004 la medesima rivista lo ha collocato all'11º posto in una propria classifica dei migliori pesi medi della storia del pugilato.
La sua vita fu piena di grandi successi sportivi e sociali e si chiuse con una tragica morte.

## Biografia

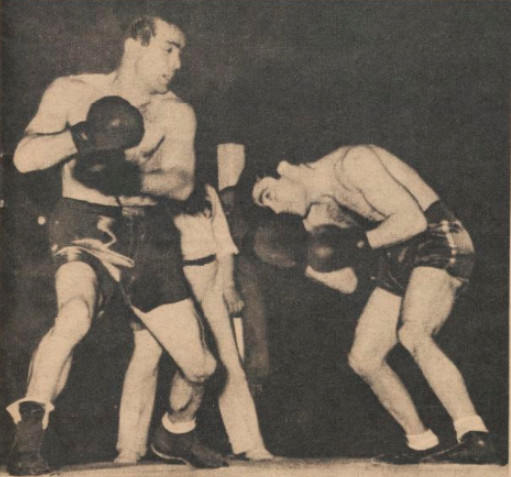
Marcel Cerdan (a destra) schiva un attacco di Saverio Turiello (giugno 1939).

Cerdan nasce in Algeria da famiglia molto povera di origine spagnola. Il padre è un lavoratore a giornata e sua madre casalinga. Nel 1922, la sua famiglia si trasferisce da Sidi Bel Abbes a Casablanca e il giovane Marcel comincia a tirare di boxe a otto anni. Il 4 novembre 1934, a diciotto, disputa il primo incontro da professionista, nei pesi leggeri, battendo Marcel Bucchianeri ai punti in sei riprese, a Meknès, in Marocco. È la prima di un'incredibile serie iniziale di 47 vittorie consecutive.
Il giovane Cerdan combatte molto in Marocco e Algeria ma anche in Francia, dove debutta alla Salle Wagram di Parigi. Con l'italiano Cleto Locatelli, il 5 maggio 1938 a Parigi, non va oltre la vittoria ai punti. Sale di categoria e diventa campione di Francia dei pesi welter battendo a Casablanca Omar Kouidri ai punti in dodici riprese. Tra i pugili sconfitti per knock-out si ricordano il belga Al Baker e l'ex campione di Francia Gustave Humery. Il 4 gennaio 1939, a Londra, subisce la prima sconfitta per squalifica al quinto round contro il britannico Harry Craster. Dopo di che riprende a vincere per altre 23 volte di fila.
A Parigi, il 20 febbraio 1939, batte il campione europeo Saverio Turiello, senza titolo in palio costringendolo perciò a mettere in palio la cintura continentale, in un nuovo incontro. Il 3 giugno 1939, quindi, Marcel Cerdan conquista il titolo europeo dei welter, a Milano, battendo il pugile italiano ai punti in quindici riprese.
Il 18 giugno 1939 vince un'altra volta ai punti, a Marsiglia, contro l'ex campione europeo dei pesi leggeri Cleto Locatelli, senza titolo in palio. Rimane inattivo per tutto il 1940, con il suo paese prima in guerra e poi occupato dalle truppe tedesche. Torna a combattere in Nordafrica dove, nel 1941, conserva il titolo europeo battendo nuovamente il connazionale Omar Kouidri, per knock-out tecnico al sesto round. Il 15 agosto 1942 viene però battuto dallo spagnolo Victor Buttin, per squalifica all'ottavo round, in un incontro tenutosi ad Algeri senza titolo in palio.
Poi le autorità tedesche di occupazione e quelle di Vichy si adoperano per allestire in Francia il primo campionato europeo dopo l'armistizio del 22 giugno 1940. Marcel torna quindi a Parigi per mettere in palio il titolo contro lo spagnolo José Ferrer al Vélodrome d'Hiver, dove poche settimane prima erano stati deportati 8.160 ebrei. L’incasso è record per i botteghini francesi. José Ferrer, soltanto al quinto match da professionista, si presenta con un accappatoio sul quale è cucita una svastica, circondato da due uomini in uniforme franchista. Dopo aver fatto il saluto fascista, sale sul ring sotto le invettive del pubblico. L’incontro dura soltanto 83 secondi, durante il quale Cerdan atterra l’avversario per ben cinque volte, subendo un solo pugno, sino a quando l'angolo dello spagnolo getta la spugna sul quadrato. Il pubblico francese si mette a cantare La Marsigliese, pur essendo vietata dalle autorità tedesche. Dopo questo match, tuttavia, Cerdan sentendosi minacciato, lascia la Francia e torna in Marocco.
Nel prosieguo degli anni quaranta Cerdan continua a seminare il terrore sui ring e viene soprannominato «le bombardier marocain». Inizia così una nuova "striscia" di 37 vittorie consecutive, comprendente in gran parte il periodo in cui si arruola con l'esercito alleato per combattere nella Seconda guerra mondiale. Sotto le armi vince il campionato inter-alleato.
Terminata la guerra, Marcel Cerdan passa ai pesi medi. Il 30 novembre 1945 si appropria anche del titolo nazionale francese di questa categoria, battendo Assane Douf per KO in tre round. In seguito conquista il titolo europeo, vacante, battendo il connazionale Leon Foquet per KO al primo round. A quei tempi, a differenza di oggi, un titolo continentale era essenziale, per un pugile non americano, per poter aspirare alla corona mondiale. Cerdan lo difende vittoriosamente due volte. Il 26 gennaio 1948 mette KO Giovanni Manca alla seconda ripresa. Lo perde poi a Bruxelles per mano di Cyrille Delannoit, ai punti in 15 round. Presto però torna in Belgio per la rivincita e lo riconquista, sempre ai punti.
Finalmente, a trentadue anni, gli viene data l'occasione di battersi per il titolo mondiale dei pesi medi. Il 21 settembre 1948, a Jersey City di fronte a 19.272 spettatori, Marcel Cerdan conquista la cintura di campione mondiale battendo un mito come Tony Zale per abbandono all'11º round. L'incontro è giudicato dalla rivista specializzata Ring Magazine Combattimento dell'anno per il 1948. È stato inoltre inserito all'89º posto nella lista compilata nel 1996 dalla medesima rivista dei 100 più grandi combattimenti di tutti i tempi, con titolo in palio.
Per la prima difesa del titolo Cerdan ritorna negli Stati Uniti, a Detroit. Di fronte ai 22.183 spettatori del Briggs Stadium il 16 giugno 1949 è sconfitto dal ventiseienne Jake LaMotta. Nonostante la spalla slogata alla prima ripresa dopo essere stato messo alle corde dall'avversario, Cerdan resiste fino al nono round: nell'intervallo tra nono e decimo round è costretto all'abbandono, lasciando il titolo all'italoamericano. Questo rimarrà il suo ultimo match.
L'attesa rivincita è prevista per il 2 dicembre 1949 al Madison Square Garden di New York. Cerdan si allena duramente per poter sconfiggere il "Toro del Bronx" La Motta. Il 27 ottobre all'aeroporto di Parigi Orly prende il Volo Air France 009, effettuato da un velivolo Lockheed Constellation F-BAZN, che fa la rotta Parigi-New York. L'aereo si schianta nella notte tra il 27 e il 28 ai piedi di una montagna dell'isola São Miguel, nell'arcipelago delle Azzorre. Nessun sopravvissuto tra i 48 passeggeri. Giorni dopo Jake LaMotta esprime parole di rammarico per la scomparsa di un grande atleta e di un grande uomo.
Cerdan viene seppellito nel Cimetière du Sud, Perpignano, nella Linguadoca-Rossiglione, in Francia.
L'anno successivo alla morte, viene messa in palio la "Cintura Cerdan", una competizione europea alla quale partecipano 32 fra i migliori pesi medi d'Europa. Vincerà la cintura il pugile romano Fernando Jannilli.

### L'amore per Édith Piaf

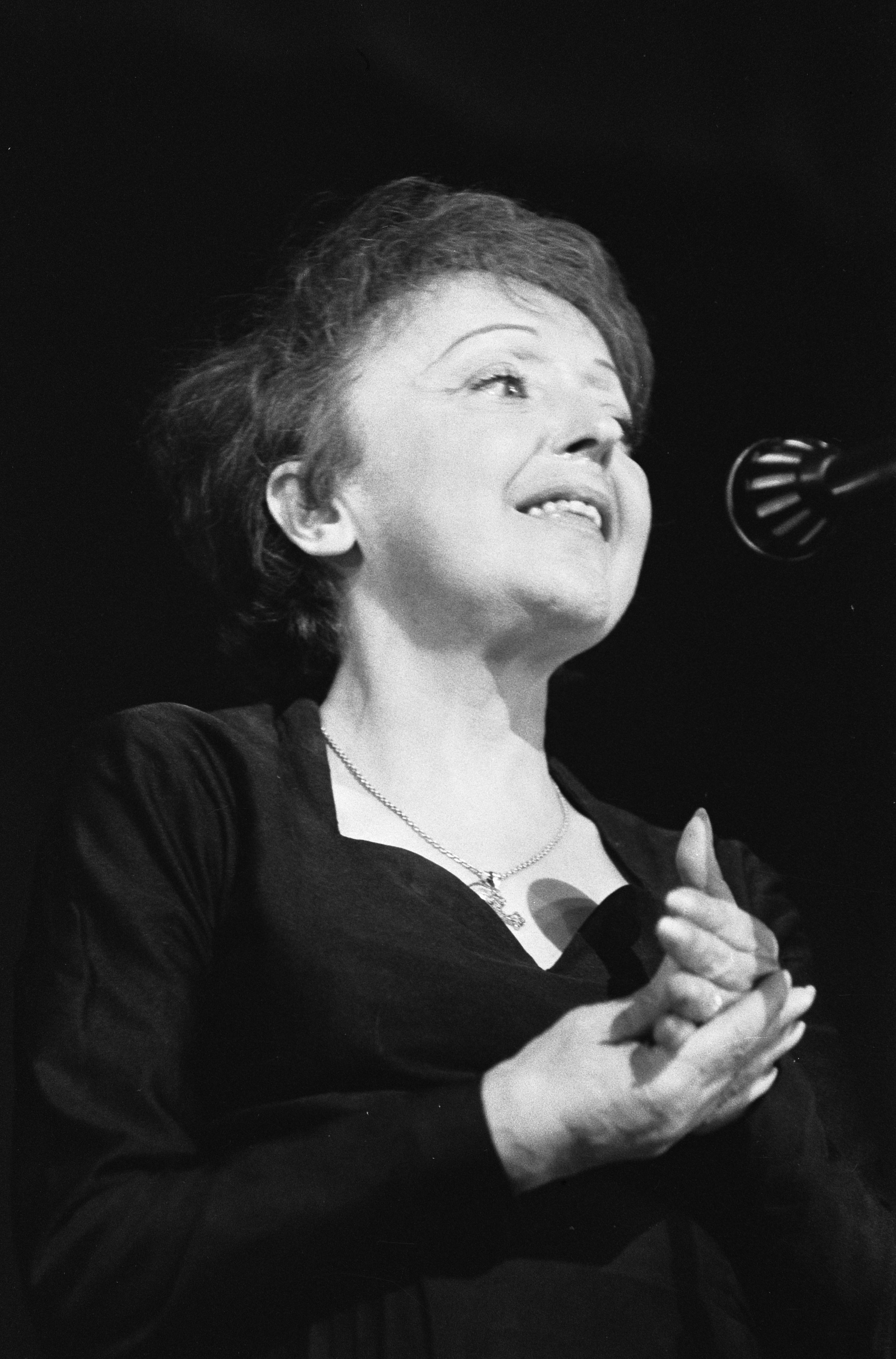
Édith Piaf

Marcel Cerdan fu protagonista di una relazione con la cantante Édith Piaf che riempì le cronache mondane parigine. I due si conobbero nell'ottobre del 1947 a New York, dove la Piaf si era recata per una serie di concerti. Cerdan, che era lì per un torneo, assistette a una sua esibizione e ne rimase folgorato. La sera successiva la invitò a cena.
Nei mesi successivi i due intrattennero una relazione intensa ma difficile. Cerdan era già sposato e padre di due figli, mentre Édith, la cui carriera era in forte ascesa, si divideva tra America e Francia. I due ebbero una fitta corrispondenza ma, appena possibile, ciascuno dei due raggiungeva l'altro per assistere ai rispettivi incontri o concerti.
Pur non confermando mai la loro storia ai mass media (parleranno sempre di una "profonda amicizia"), la coppia ebbe modo di farsi fotografare insieme in numerose occasioni ufficiali. La loro relazione destava grande curiosità, anche per il fatto che Cerdan fosse un uomo sposato. Dalla corrispondenza tra i due, tuttavia, risulta evidente che l'uomo era intransigente sul fatto che mai avrebbe lasciato la sua famiglia per Édith.
Sembra che dietro la morte di Marcel Cerdan ci sia stata una richiesta avanzata da parte di Édith Piaf - in tournée a New York - la sera prima del tragico incidente, di poterla raggiungere in aereo e non in nave, per poter far prima. Édith Piaf fu devastata dalla morte di Marcel Cerdan, nondimeno portò a termine il concerto programmato per la sera dopo l'incidente, collassando tuttavia sul palco mentre cantava il brano finale.
Molti biografi hanno visto in questa tragedia la causa del declino psicofisico della chanteuse, arrivando a definirlo uno dei punti chiave della sua vita; in realtà è bene considerare che la storia tra la Piaf e Cerdan, sicuramente di straordinaria intensità e tragicità, è stata comunque molto amplificata dall'opinione pubblica. Infatti, pur essendo vero che la Piaf fosse profondamente sconvolta dalla morte di Marcel Cerdan, è pur vero che in ogni caso i due erano consapevoli sin dall'inizio che la loro storia era nata per terminare. Probabilmente se Marcel non fosse morto la loro relazione sarebbe terminata di lì a poco. Già meno di un anno dopo la sua morte la cantante si legò a Tony Raynaud, e poco dopo la fine di questa relazione visse una storia d'amore se possibile ancora più passionale con il ciclista Toto Gérardin. La Piaf arriverà peraltro a sposarsi ben due volte: la prima con John Phyllis e la seconda con Théo Sarapo.
Infine, i sintomi dei mali da cui era affetta Édith erano già palesi ai tempi del suo primo incontro con Marcel, ed erano dovuti alla vita sregolata che la cantante aveva condotto negli anni della sua gioventù. La depressione in cui cadde dopo la morte di Marcel contribuì forse ad acuirli, ma di certo non ne fu la causa.

## Riferimenti nella cultura di massa

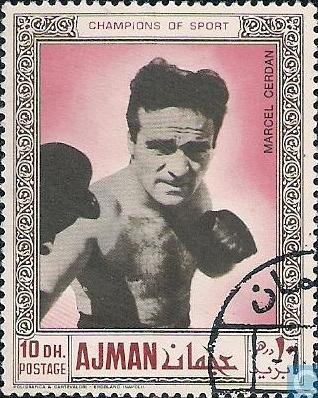
Francobollo della Giordania in onore di Marcel Cerdan

- Piaf dedicò all'amore scomparso una delle sue canzoni più celebri, "Hymne à l'amour", del 1950. Anche il brano Mon Dieu (1960), seppur scritto quasi dieci anni dopo la morte di Cerdan, si riferisce alla storia travagliata tra lei e il pugile[13].
- Nel 1983 Cerdan e Piaf ebbero le loro biografie trasposte sul grande schermo in "Édith et Marcel", per la regia di Claude Lelouch, con Marcel Cerdan Jr. nel ruolo di suo padre[16].
- Nel film di Olivier Dahan La vie en rose (2007), basato sulla biografia di Édith Piaf, viene narrata la storia tra la cantante e il pugile. In questo film Cerdan è interpretato da Jean-Pierre Martins e la Piaf da Marion Cotillard[17].
- Nel 2023 è andata in scena al Teatro Carlo Felice di Genova l'opera lirica "Édith", commissionata dallo stesso teatro al compositore Maurizio Fabrizio su libretto di Guido Morra, che ha come argomento la storia d'amore fra Édith Piaf e Cerdan e che mette in scena anche l'incontro per il titolo con Jake LaMotta.